# Denti da squalo
Denti da squalo è un film del 2023 diretto da Davide Gentile.

## Trama
Walter ha tredici anni e ha appena perso il padre in un incidente sul lavoro. Mentre vaga lungo il litorale romano si imbatte in una sontuosa villa abbandonata dotata di una piscina: quando vi si tuffa, si trova inaspettatamente davanti uno squalo. Passata la paura, il ragazzo rimane affascinato dal posto e ci torna anche nei giorni successivi; lì conosce un ragazzo poco più grande di lui di nome Carlo, che gli dice di essere custode e gli racconta che la villa, in realtà, non è abbandonata ma appartiene a un boss criminale, il Corsaro, che ne divenne proprietario dopo aver ucciso un suo nemico, il Barracuda: lo squalo è il simbolo della sua potenza. Carlo permette a Walter di tornare quando vuole, in cambio di cibo per lo squalo. Per procurarsi il cibo, Walter inizia a rubare soldi in casa e a vendere oggetti del padre.
Col tempo Carlo e Walter diventano amici. Quando Walter esaurisce i soldi, Carlo propone di rapinare una macelleria; il colpo però fallisce, e Walter salva Carlo minacciando i macellai con una pistola, ordinando poi di consegnargli due carcasse da dare in pasto allo squalo. Carlo accompagna allora Walter a un bar dove gli presenta alcuni suoi amici, facenti parte della gang della zona, il cui leader si chiama Tecno. Questi propone a Walter di entrare a far parte della gang, commissionandogli attività di spaccio. I traffici di Walter verranno però scoperti dalla madre Rita; il ragazzo decide allora di stabilirsi presso la villa.
Carlo e Walter comprendono che lo squalo soffre la cattività e capiscono di doverlo liberare; presi dai loro discorsi, si dimenticano di dover ritirare dei soldi per Tecno, che vengono rubati da alcuni zingari. Nonostante Walter si prenda la colpa, Tecno pesta a sangue Carlo e caccia entrambi dalla gang: Carlo si arrabbia con Walter e se ne va; rimasto solo, Walter ritorna alla villa.
Il giorno dopo Carlo porta Tecno e la gang alla villa, sperando di essere reinserito nel gruppo. Quando i ragazzi iniziano a maltrattare lo squalo, Walter interviene in difesa dell'animale, finendo per essere picchiato da Tecno; poco prima che questi lo uccida interviene il Corsaro, che picchia Tecno e caccia tutti dalla villa. Il boss si congratula con Walter per il suo coraggio.
Walter torna da sua madre e, con l'aiuto di Carlo (che rivelerà il suo vero nome, Gian Carlo), riusciranno a liberare lo squalo in mare.

## Produzione
Il film è stato realizzato nove anni dopo che la sceneggiatura, scritta da Valerio Cilio e Gianluca Leoncini, ha vinto il premio Solinas nel 2014.
Le riprese si sono svolte tra Fiumicino e Ostia nel 2022.

## Promozione
Il primo trailer del film è stato pubblicato il 10 maggio 2023.

## Distribuzione
La distribuzione del film nelle sale italiane è avvenuta l'8 giugno 2023.